# Antonio Maria Torricelli
Antonio Maria Torricelli (Lugano, 10 maggio 1751 – Vercelli, 1808) è stato un pittore svizzero-italiano.

## Biografia
Appartenente ad un'antica famiglia patrizia di Lugano originaria di Torricella, figlio di Francesco Antonio, fu apprendista nella bottega dello zio Giuseppe Antonio con il fratello Rocco, con il quale iniziò l'attività artistica nel 1785, dipingendo la facciata della chiesa di Sant'Antonio abate a Casale Monferrato.
Dal 1786 al 1790 i due fratelli furono impegnati nella realizzazione della decorazione pittorica di Palazzo Grosso a Riva di Chieri, commissionata dalla contessa Faustina Mazzetti di Montalero.
Da 1792 alla fine del 1795 i due artisti furono attivi nel castello di Rivoli, dove curarono la decorazione di numerose sale.